# های هالدن
های هالدن (به انگلیسی: High Halden) یک روستا و محله مدنی در بریتانیا است که در Ashford واقع شده‌است.های هالدن ۱۵٫۱۸ کیلومتر مربع مساحت و ۱٬۵۸۴ نفر جمعیت دارد.